# 博伊茲角 (特拉華州)
博伊茲角（英語：Boyds Corner）是位於美國特拉華州紐卡斯爾縣的一個非建制地區。該地的面積和人口皆未知。

## 地理
博伊茲角的座標為39°30′00″N 75°38′57″W / 39.50000°N 75.64917°W，而該地的平均海拔高度為17米（即56英尺）。